# Flavonols

Xương sống của một flavonol, số lượng thay thế được chỉ định.

Flavonol là một loại hợp chất thuộc họ Flavonoid có tác dụng như chất chống oxy hóa thuộc nhóm Hydroxide - 3OH. Chất này tồn tại trong các loại trái cây và rau củ và được đánh giá là tốt cho sức khỏe. Đặc biệt, chất flavonol trong chocolate tốt cho não, theo đó khi những bệnh nhân mắc chứng suy giảm nhận thức nhẹ tiêu thụ một liều cao flavonol có trong chocolate thì cải thiện rõ chức năng nhận thức, Chất flavonol giúp duy trì và cải thiện không chỉ sức khỏe tim mạch mà còn cho sức khỏe của não bộ.

## Flavonols
| Tên              | Tên IUPAC                                                           | 5    | 6    | 7    | 8    | 2' | 3'   | 4'   | 5'   | 6' |
| ---------------- | ------------------------------------------------------------------- | ---- | ---- | ---- | ---- | -- | ---- | ---- | ---- | -- |
| 3-Hydroxyflavone | 3-hydroxy-2-phenylchromen-4-one                                     | H    | H    | H    | H    | H  | H    | H    | H    | H  |
| Azaleatin        | 2-(3,4-dihydroxyphenyl)-3,7-dihydroxy-5-methoxychromen-4-one        | OCH3 | H    | OH   | H    | H  | H    | OH   | OH   | H  |
| Fisetin          | 3,3',4',7-tetrahydroxy-2-phenylchromen-4-one                        | H    | H    | OH   | H    | H  | OH   | OH   | H    | H  |
| Galangin         | 3,5,7-trihydroxy-2-phenylchromen-4-one                              | OH   | H    | OH   | H    | H  | H    | H    | H    | H  |
| Gossypetin       | 2-(3,4-dihydroxyphenyl)-3,5,7,8-tetrahydroxychromen-4-one           | OH   | H    | OH   | OH   | H  | OH   | OH   | H    | H  |
| Kaempferide      | 3,5,7-trihydroxy-2-(4-methoxyphenyl)chromen-4-one                   | OH   | H    | OH   | H    | H  | H    | OCH3 | H    | H  |
| Kaempferol       | 3,4',5,7-tetrahydroxy-2-phenylchromen-4-one                         | OH   | H    | OH   | H    | H  | H    | OH   | H    | H  |
| Isorhamnetin     | 3,5,7-trihydroxy-2-(4-hydroxy-3-methoxyphenyl)chromen-4-one         | OH   | H    | OH   | H    | H  | OCH3 | OH   | H    | H  |
| Morin            | 2-(2,4-dihydroxyphenyl)-3,5,7-trihydroxychromen-4-one               | OH   | H    | OH   | H    | OH | H    | OH   | H    | H  |
| Myricetin        | 3,3',4',5',5,7-hexahydroxy-2-phenylchromen-4-one                    | OH   | H    | OH   | H    | H  | OH   | OH   | OH   | H  |
| Natsudaidain     | 2-(3,4-dimethoxyphenyl)-3-hydroxy-5,6,7,8-tetramethoxychromen-4-one | OCH3 | OCH3 | OCH3 | OCH3 | H  | H    | OCH3 | OCH3 | H  |
| Pachypodol       | 5-hydroxy-2-(4-hydroxy-3-methoxyphenyl)-3,7-dimethoxychromen-4-one  | OH   | H    | OCH3 | H    | H  | OCH3 | OH   | H    | H  |
| Quercetin        | 3,3',4',5,7-pentahydroxy-2-phenylchromen-4-one                      | OH   | H    | OH   | H    | H  | OH   | OH   | H    | H  |
| Rhamnazin        | 3,5-dihydroxy-2-(4-hydroxy-3-methoxyphenyl)-7-methoxychromen-4-one  | OH   | H    | OCH3 | H    | H  | OCH3 | OH   | H    | H  |
| Rhamnetin        | 2-(3,4-dihydroxyphenyl)-3,5-dihydroxy-7-methoxychromen-4-one        | OH   | H    | OCH3 | H    | H  | OH   | OH   | H    | H  |

## Flavonol glycosides
| Tên           | Aglycone    | 3             | 5 | 6 | 7            | 8         | 2' | 3'           | 4'           | 5' | 6' |
| ------------- | ----------- | ------------- | - | - | ------------ | --------- | -- | ------------ | ------------ | -- | -- |
| Astragalin    | Kaempferol  | Glc           |   |   |              |           |    |              |              |    |    |
| Azalein       | Azaleatin   | Rha           |   |   |              |           |    |              |              |    |    |
| Hyperoside    | Quercetin   | Gal           |   |   |              |           |    |              |              |    |    |
| Isoquercitin  | Quercetin   | Glc           |   |   |              |           |    |              |              |    |    |
| Kaempferitrin | Kaempferol  | Rha           |   |   | Rha          |           |    |              |              |    |    |
| Myricitrin    | Myricetin   | Rha           |   |   |              |           |    |              |              |    |    |
| Quercitrin    | Quercetin   | Rha           |   |   |              |           |    |              |              |    |    |
| Robinin       | Kaempferol  | Robinose      |   |   | Rha          |           |    |              |              |    |    |
| Rutin         | Quercetin   | Rutinose      |   |   |              |           |    |              |              |    |    |
| Spiraeoside   | Quercetin   |               |   |   |              |           |    |              | Glc          |    |    |
| Xanthorhamnin | Rhamnetin   | trisaccharide |   |   |              |           |    |              |              |    |    |
| Amurensin     | Kaempferol  |               |   |   | Glc          | tert-amyl |    |              |              |    |    |
| Icariin       | Kaempferide | Rha           |   |   | Glc          | tert-amyl |    |              |              |    |    |
| Troxerutin    | Quercetin   | Rutinose      |   |   | hydroxyethyl |           |    | hydroxyethyl | hydroxyethyl |    |    |

## Drug interactions
Flavonoid có tác dụng trên hoạt tính CYP (P450). Flavonol là chất ức chế của CYP2C9  và CYP3A4, mà là enzyme mà chuyển hóa hầu hết các thuốc trong cơ thể.